# Zoilamérica Ortega Murillo
Pour les articles homonymes, voir Murillo.
Zoilamérica Ortega Murillo, née Narváez Murillo le 13 novembre 1967 à Managua (Nicaragua), est une militante et femme politique nicaraguayenne. Elle est conseillère auprès de la Comunidad Casabierta, une organisation de défense des droits LGBTI au Costa Rica,.
Elle a également été députée à l'Assemblée nationale du Nicaragua,.
Sa mère est Rosario Murillo et son père est Jorge Narváez Parajón, mort quand elle était enfant. Elle est également la belle-fille du président Daniel Ortega, avec lequel sa mère s'est remariée, en 2005.
En février 1998, elle accuse son beau-père d'avoir sexuellement abusé d'elle durant son enfance, à partir de 1978,,. Rosario Murillo et les autres enfants de la fratrie contestent ces accusations. La plainte est rejetée le 29 mai 1998 par le juge d'instruction de Managua pour vice de forme. Pour Dora María Téllez, ancienne ministre de la Santé sandiniste, Daniel Ortéga est bien coupable, trois autres dénonciations pour abus sur mineur ont été évoquées le concernant.
Zoilamérica Ortega Murillo s'est exilée au Costa Rica en 2013.

## Documentaire
- Exilée (en), un film documentaire nicaraguayen de 2019 réalisé par Leonor Zúñiga. Le film présente des entretiens avec Zoilamérica Ortega Murillo.